# تاريخ غويانا الفرنسية

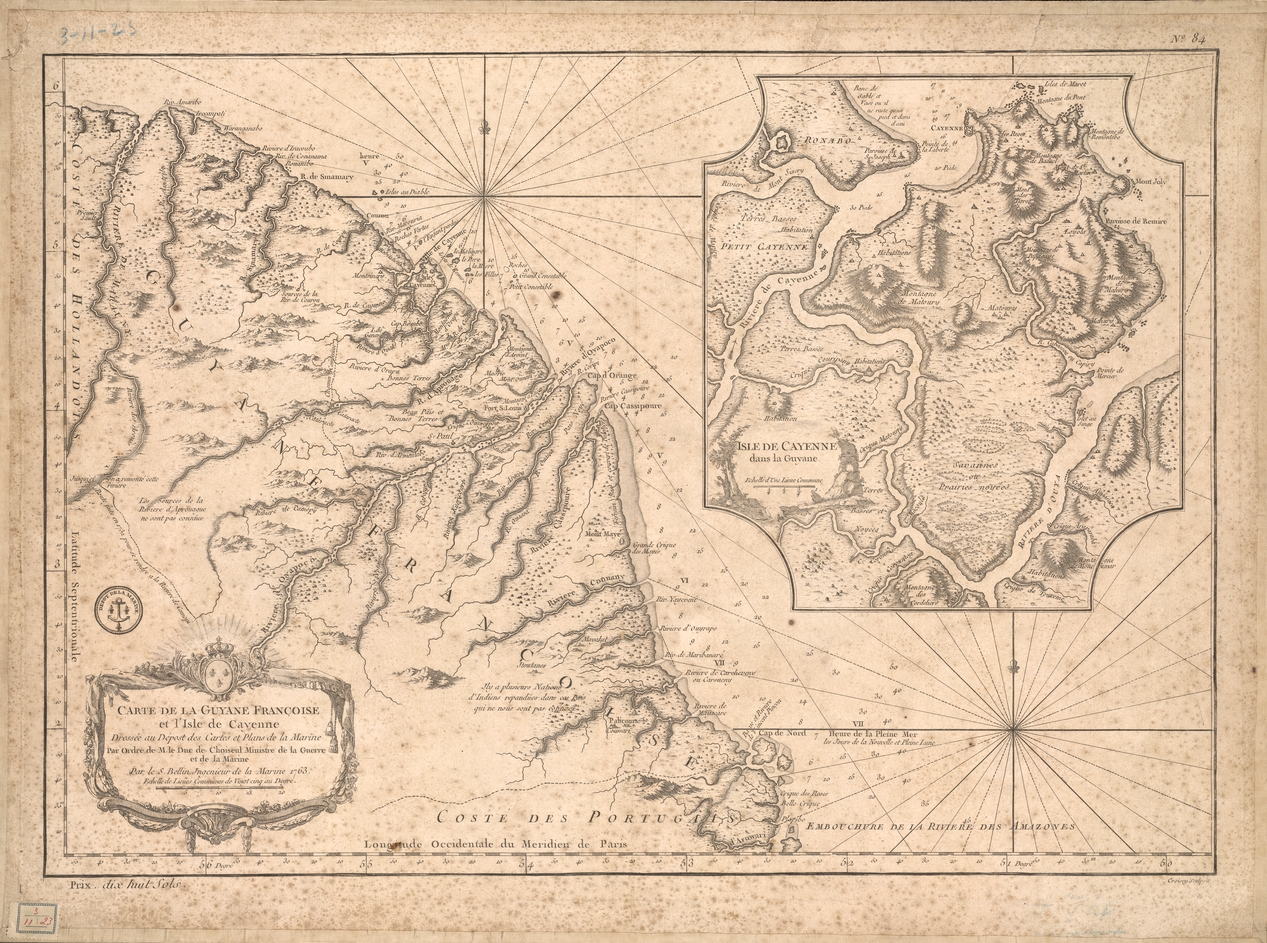
خريطة غويانا الفرنسية (1763)

يمتد تاريخ غويانا الفرنسية لعدة قرون. فقبل وصول الأوروبيين لم يكن هناك تاريخ مكتوب لهذه الأراضي. هذه الأراضي كانت مسكونة في الأصل من الأمريكان الأصليين مثل شعوب الكالينا والأراواك والإمريليون والباليكور وشعوب الوايامبي. أول الأوروبيين وصلوا على متن سفن كريستوفر كولومبوس في حدود العام 1500 ميلاديا.

## بداية الاتصال مع الأوروبيين
في عام 1498 كان أول اتصال لغويانا الفرنسية مع الأوروبيين عندما أبحر كريستوفر كولومبوس إلى المنطقة في رحلته الثالثة وسماها «أرض المنبوذين». في عام 1608 أرسل الدوق الأكبر لتوسكانيا بعثة إلى المنطقة من أجل إقامة مستعمرة إيطالية بهدف التجارة من الأمازون من أجل النهضة الإيطالية، إلا أن وفاة فرديناندو الأول دي ميديشي الدوق الأكبر لتوسكانيا أوقفت البعثة.
في عام 1624 حاولت فرنسا إقامة المستعمرات في المنطقة إلا أنه تم إجبارهم على مغادرتها بسبب عداوة وكراهية البرتغاليين الذين رأوا ذلك نقضا لمعاهدة توردسيلاس. إلا أن الفرنسيين عادوا في عام 1630 وعام 1643 لينجحوا في استعمار كايين بالإضافة إلى بعض المزارع الصغيرة. إلا أنهم سيُجبرون على المغادرة بسبب هجمات الشعوب الأصلية في الأمريكتين. في عام 1658 تملكت شركة الهند الغربية الهولندية على الأراضي الفرنسية لتقوم بإنشاء مستعمرة كايين الهولندية. الفرنسيون عادوا من جديد في عام 1664 وأنشأوا مستعمرة ثانية في سيناماري والتي تمت مهاجمتها من قبل الهولنديين في عام 1665.
في عام 1667 استولى الإنجليز على المنطقة. ولكن بعد معاهدة بريدا في 31 يوليو عام 1667 عادت الأراضي ثانية إلى الفرنسيين. قام الهولنديون باحتلال المنطقة لوقت قصير في عام 1676.

## توطيد الحكم الفرنسي
بعد معاهدة باريس في عام 1763 والتي حرمت فرنسا من كل ما كانت تحكمه في الأمريكتين ما عدا غويانا الفرنسية وبعض الجزر، قام لويس الخامس عشر ملك فرنسا بإرسال آلاف المستعمرين الذين تم إغراؤهم بقصص عن الذهب الوفير وسهولة تحقيق ثروة. على النقيض من ذلك، فقد وجدوا أراض مليئة بالسكان الأصليين العدائيين والأمراض الاستوائية القاتلة. فقط بعد عام ونصف من ذلك لم ينج منهم سوى بضعة مئات والذين هربوا إلى ثلاثة جزر صغيرة والذين يمكن رؤيتهم من على الساحل وسموهم جزر السلام أو جزر الخلاص. بعودة هؤلاء الناس إلى أوطانهم فقد أثرت القصص التي حكوها في رؤية العالم لفرنسا.
في عام 1794 وبعد وفاة ماكسميليان روبسبيار تم إرسال 193 من تابعيه إلى غويانا الفرنسية. في عام 1797 تم إرسال الجنرال جان تشارل بيشيغرو بالإضافة أي العديد من النواب والكتاب الصحفيين إلى المستعمرة. وبوصولهم وجدوا أنه لم يبق من 193 تابعا سوى 54، حيث هرب 11 منهم بينما مات الباقون من الحمى الاستوائية وأمراض أخرى. بيشيغرو استطاع الهرب إلى الولايات المتحدة ومنها إلى فرنسا حيث تم إعدامه بتهمة التآمر ضد نابليون.
فيما بعد، تم جلب العبيد من أفريقيا ليتم تأسيس المزارع حول الأنهار الخالية من الأمراض. تصدير السكر والخشب وفليفلة كايين سبب نوعا من أنواع الرفاهية في المستعمرة لأول مرة. العاصمة كايين أصبحت محاطة بالمزارع والتي قد يوجد في بعضها عدة آلاف من العبيد.

## القرن التاسع عشر وعصر العقوبات
في عام 1809 استولى أسطول أنجلو-برتغالي على كايين فيما يُعرف بغزو كايين والإطاحة بالحاكم فيكتور هوجوس وقاموا بتسليم كايين للبرتغاليين في البرازيل. إلا أنه وبمعاهدة باريس في عام 1814 تمت إعادتها إلى الفرنسيين وبوجود برتغالي حتى 1817.
في عام 1848 أقرت فرنسا إلغاء العبودية ليهرب العبيد السابقون إلى الغابات المطيرة ويقوموا بإنشاء مجتمعات شبيهة بالمجتمعات التي أتوا منها في أفريقيا ولذلك أصبح يطلق عليهم المارُون. حيث قاموا بإنشاء منطقة عازلة بين الأوروبيين (الذين استقروا على السواحل وحول الأنهار الكبيرة) وبين السكان الأصليين من القبائل الأمريكية العدائية غالبا والموجودين بعيدا عن الساحل. بإلغاء العبودية تم حرمان المزارع من اليد العاملة لتنتهي المزارع في المنطقة ولتحل محلها الغابات.
في عام 1850 أتت سفن محملة بالهنود والمالاويين والصينيين لتشغيل المزارع إلا أنهم استقروا وأنشأوا العديد من المحال التجارية في كايين وفي غيرها من المستعمرات.

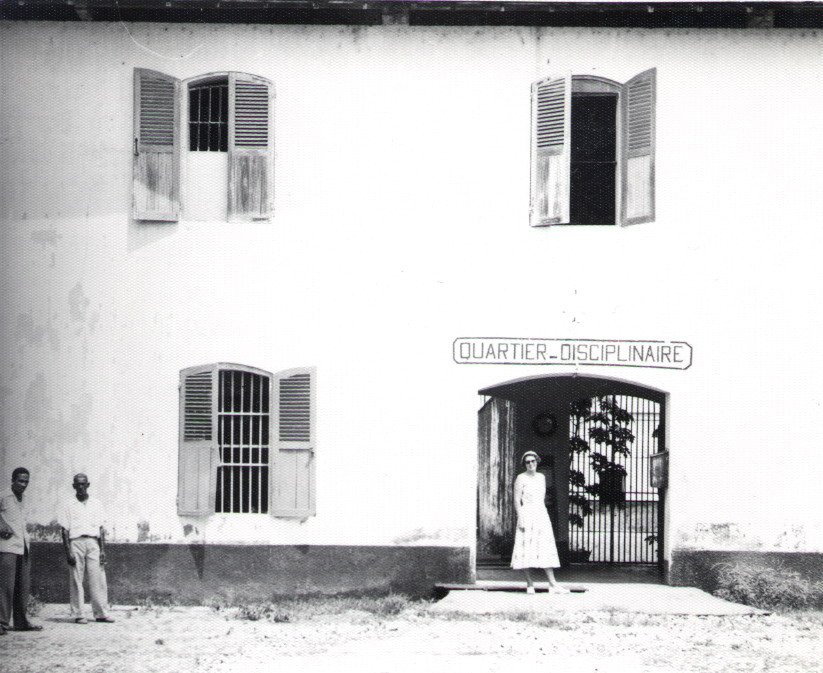
مركز تأديبي 1954

في عام 1852 وصلت أول سفينة محملة بالمدانين إلى غويانا الفرنسية. في عام 1885 من أجل تقليل عدد المجرمين وزيادة عدد المستعمرين، فقد أصدر البرلمان الفرنسي قانونا بأن أي فرد ذكرا أو أنثى يدان بثلاثة أحكام سرقة بين كل منها ثلاثة أشهر، يتم إرساله إلى غويانا الفرنسية. هؤلاء المدانون سيسجنون لمدة ستة أشهر ليتم إطلاق سراحهم بعدها لصبحوا مستعمرين. إلا أن هذه التجربة فشلت فشلا ذريعا حيث أن هؤلاء المدانين وبعد إطلاق سراحهم لم يجدوا طريقة لكسب قوتهم فاضطروا إلى العودة إلى الطرق الإجرامية. غير أن أكثرهم لم ينجحوا في كسب قوتهم قانونيا أو غير قانونيا. لذا فقد أصبح حكم الإرسال إلى غويانا الفرنسية كحكم بالإعدام بل حكم سريع بالإعدام حيث كان معظم المدانون يموتون سريعا بسبب الأمراض الاستوائية.
في عام 1853 تم اكتشاف الذهب على الحدود المتنازغ عليها بين غويانا الفرنسية والبرازيل ومستعمرة سورينام مما سبب مشاكل عديدة بينهم لتنتهي المشكلة لاحقا نهائيا في عام 1915.

## القرن العشرون
أثناء الحرب العالمية الثانية أعلنت حكومة غويانا الفرنسية ولاءها لفرنسا الفيشية رغم الدعم العالمي لشارل ديغول. تمت الإطاحة بهذه الحكومة في 22 مارس من عام 1943.
في 19 مارس من عام 1946 أصبحت غويانا الفرنسية ضمن أقاليم ما وراء البحار الفرنسية.
المستعمرات التأديبية الغير مشهورة مثل جزيرة الشيطان بدأت تتلاشي تدريجيا حتى تم إغلاقها رسميا في عام 1951. في البداية وحدهم من كانوا مقتدرين ماليا استطاعوا العودة إلى فرنسا، غير أن أغلبية المساجين المُطلق سراحهم لم يكونوا كذلك لتمتلئ غويانا الفرنسية بالمثات من المدانين الغير قادرين على العودة إلى بلادهم.
اللجنة التي زارت المكان في عام 1954 كانت في صدمة من الأوضاع التي عاشها المساجين ومن عدد المساجين الذين فقدوا عقولهم من المعاملة الغير آدمية حيث كان يُدفع لهم الأكل من أسفل الباب مرة واحدة يوميا ولا يُفتح الباب سوى لأخذ الجثث.

## القرن الحادي والعشرون
في استفتاء عام 2010 صوتت غويانا الفرنسية ضد الحكم الذاتي.
في 20 مارس من عام 2017 شهدت غويانا الفرنسية احتجاجات واضرابات واسعة طلبا لمزيد من المصادر والبنية التحتية. في 28 مارس من عام 2017 شهدت غويانا الفرنسية أكبر مظاهرة احتجاجية في تاريخها.